# Humboldt (Tennessee)
Humboldt város az Amerikai Egyesült Államok Tennessee államában, Gibson és Madison megyében. Lakosainak száma 7874 fő (2020. április 1.).

## Története
Az első telepesek az 1850-es évek közepén kezdtek el beköltözni a területre. Később létrejött a városi vasúttársaság. A várost Alexander von Humboldt német természettudósról nevezték el.

## Népesség
A település népességének változása:

| 2010 | 8 452 |
| 2020 | 7 874 |